# Новленское (Вологодская область)
Новленское — село в Вологодском районе Вологодской области. Административный центр Новленского сельского поселения и Новленского сельсовета.

## География
Расстояние до районного центра Вологды по автодороге — 60 км. Через село проходит федеральная автодорога А119 «Вологда — Медвежьегорск».
Ближайшие населённые пункты — Перхурьево, Колотилово, Дмитриевское, Марьинское, Андрюшино, Коробово.

## Население
По переписи 2002 года население — 825 человек (385 мужчин, 440 женщин). Преобладающая национальность — русские (98 %).

## Русская православная церковь
- Храм во имя Архангела Михаила[4].

## Достопримечательности
23 августа 2022 года установлен бюст первого командующего Северным флотом Константина Душенова.